# Dallo Pura
Dallo Pura är en ort (census town) i det indiska unionsterritoriet National Capital Territory of Delhi. Den är en förort till Delhi och är belägen i distriktet East. Befolkningen uppgick till 154 791 invånare vid folkräkningen 2011.